# Wysiełki (Kraj Krasnodarski)
Wysiełki (ros. Выселки) – stanica w Rosji, w Kraju Krasnodarskim, ośrodek administracyjny rejonu wysiełkowskiego. W 2010 liczyła 19 426 mieszkańców.